# Butterhaus
Butterhäuser waren Geschäfte, in denen Milchprodukte verkauft wurden. In einer Klassifizierung von zwölf Hansestädten ist der Begriff in einem Merkvers überliefert:
Lübeck, ein Kaufhaus; Köln, ein Weinhaus; Braunschweig, ein Zeughaus; Danzig, ein Kornhaus; Hamburg, ein Brauhaus; Magdeburg, ein Backhaus; Rostock, ein Malzhaus; Lüneburg, ein Salzhaus; Stettin, ein Fischhaus; Halberstadt, ein Frauenhaus; Riga, ein Hanf- und Butterhaus; Reval, ein Wachs- und Flachshaus; Krakau, ein Kupferhaus; Visby, ein Pech- und Teerhaus.
Ein über Butter hinaus erweitertes Sortiment ist vom Central-Butter-Haus als Tabakwarenhandlung und Feinkostgeschäft in Osterfeld bekannt (vor 1935).

## Butterhaus Roland
Butterhaus Roland war Anfang des 20. Jahrhunderts eine Kette von Buttergeschäften in mehreren Städten des Deutschen Reiches. Eine bekannte Abbildung eines Butter-HAUS Roland-Schildes ist das Foto vom Matrosenaufstand in Wilhelmshaven 1918.

## Dresdner Butterhaus
Das Dresdner Butterhaus war 1895 ein Gemeinschaftsunternehmen mehrerer Dresdner Molkereien.

## Architektur
Das letzte große Bauprojekt des niederländischen Architekten Bartholomeus van Bassen sei das Boterhuis an der Prinsegracht gewesen.

## Butterstand, Butterboot

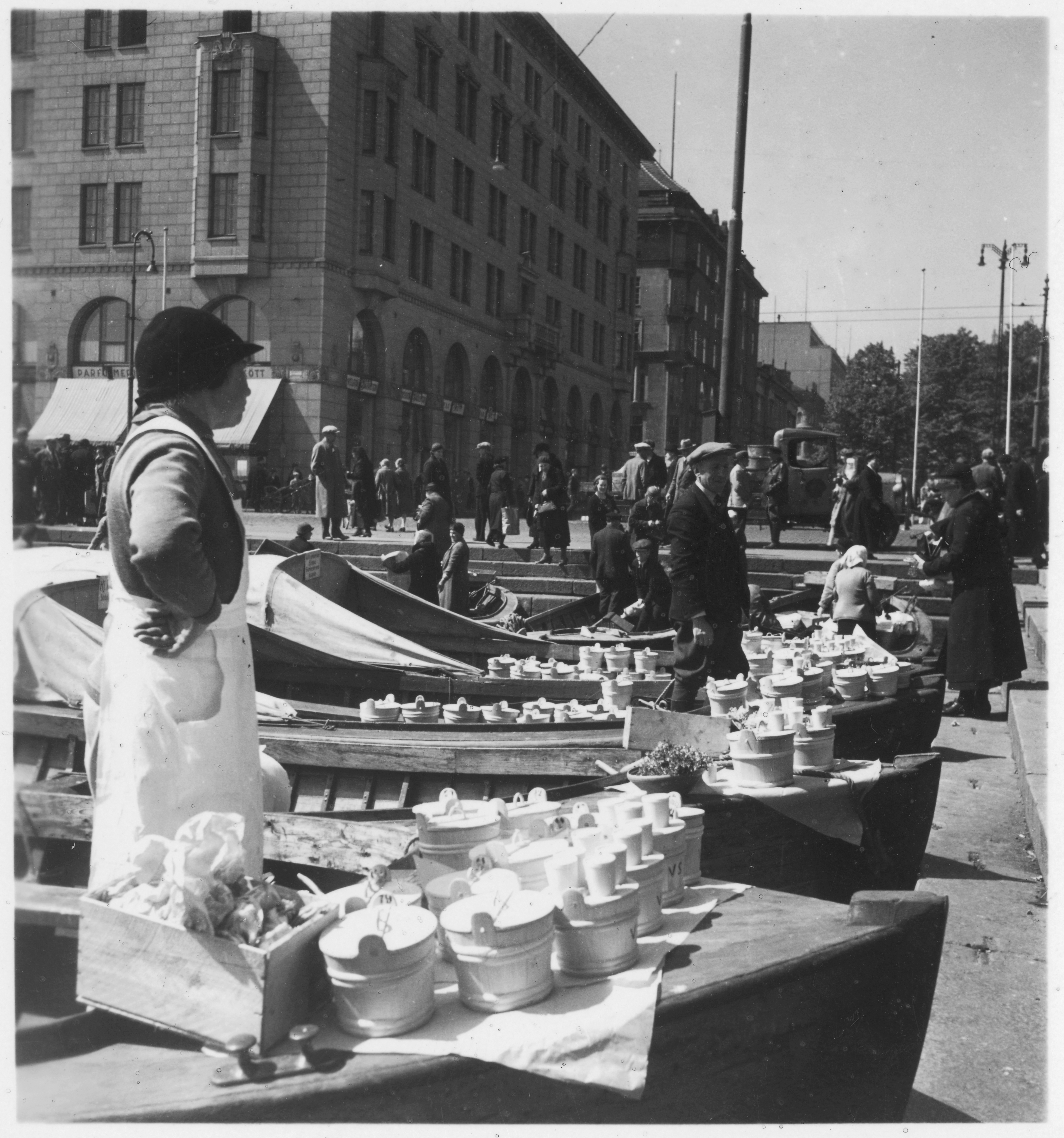
Annemarie Schwarzenbach: Finnland, Helsinki: Markt; Marktstände auf Booten, Juni 1937

An Butterständen wurde auf Wochenmärkten Butter verkauft.
Für den Bootsmarkt in Helsinki brachten Bauern Anfang des 20. Jahrhunderts ihre Produkte von den Inseln in Booten zur Stadt und verzichteten so auf Butterstände.

## Butterhäuser in der Gegenwart
Der Begriff Butterhaus wird in Deutschland – und Boterhuis in den Niederlanden – inzwischen vor allem als Name für Ferienwohnungen und Hotels genutzt.